# 圪𪤗乡
圪𡑍乡，是中华人民共和国山西省忻州市宁武县下辖的一个乡镇级行政单位。因𡑍字在众多字库里显示不出来，也写成圪谬乡。2021年5月，撤销圪𡑍乡，整建制并入迭台寺乡。

## 行政区划
圪𡑍乡下辖以下地区：
大梁上村、安子梁村、虎洞沟村、大阳坡村、岭岩村、圪𡑍村、山只岭村、东土窑村、黄岭村、口子村、梅家庄村、隔河村和西土窑村。